# Lindwerder
Lindwerder è una frazione (Ortsteil) della città tedesca di Jessen (Elster), nel Land della Sassonia-Anhalt.

## Storia
Il 1º gennaio 1992 il comune di Lindwerder venne soppresso e aggregato alla città di Jessen (Elster).